# Bulbophyllum lancipetalum
Bulbophyllum lancipetalum là một loài phong lan thuộc chi Bulbophyllum.